# Tribunal Superior de Kenia
El Tribunal Superior de Kenia es un tribunal de jurisdicción original ilimitada en asuntos penales y civiles que se estableció en virtud del artículo 165 de la Constitución de Kenia. Tiene jurisdicción de supervisión sobre todos los demás tribunales subordinados y sobre cualquier otra persona, órgano o autoridad que ejerza una función judicial o casi-judicial.
El Tribunal Superior está compuesto por un máximo de 150 jueces, y existen veinte tribunales del Tribunal Superior repartidos por toda Kenia. Se estimaba que para 2018 cada condado tenga un tribunal del Tribunal Superior y que 36 condados tengan ya al menos uno del Tribunal Superior. Tiene jurisdicción sobre todos los asuntos penales y civiles y se ocupa de las causas penales y civiles y de las apelaciones de los tribunales inferiores. También se ocupa de asuntos constitucionales y supervisa todas las funciones administrativas del poder judicial. Fue conocida como la Corte Suprema de Kenia hasta 1964 y su nombre no ha cambiado desde entonces.
El Tribunal Superior tiene varios departamentos establecidos:
- Tribunal de Familia.
- Tribunal de Comercio y Almirantazgo.
- Tribunal de Revisión Constitucional y Judicial.
- Tribunal de Tierras y Medio Ambiente - Asuntos de tierras y medio ambiente, incluyendo apelaciones de los tribunales de tierras.
- Tribunal Criminal.
- Tribunal de Trabajo - Asuntos laborales y de empleo.